# Луција Шесто
Луција Шесто (Чаковец, 1983) је хрватска глумица.

## Филмографија
| Год.          | Назив            | Улога       |
| ------------- | ---------------- | ----------- |
| 2000.-те      |                  |             |
| 2007. - 2008. | Заувијек сусједи | Анђа        |
| 2008.         | Добре намјере    | проститутка |
| 2008.         | Закон љубави     | Клара Бакић |
| 2010.-те      |                  |             |
| 2012.         | Ах, тај Иво!     | девојка     |